# Махали (деревня)
Махали — упразднённая деревня в Кишертском муниципальном округе Пермского края России. В 2025 году включена в состав села Усть-Кишерть и исключена из учётных данных.

## География
Деревня находилась в юго-восточной части края, в зоне хвойно-широколиственных лесов, на расстоянии приблизительно 0,5 километра (по прямой) к северо-востоку от села Усть-Кишерть, административного центра округа. Абсолютная высота — 136 метров над уровнем моря.
Климат
Климат характеризуется как умеренно континентальный, с продолжительной многоснежной холодной зимой и коротким умеренно тёплым летом. Средняя многолетняя температура самого холодного месяца (января) составляет −17,3 °С (абсолютный минимум — −51 °С), температура самого тёплого (июля) — 24,8 °С (абсолютный максимум — 37 °С). Среднегодовое количество осадков — 532 мм. Снежный покров держится в течение 170 дней в году.

## История
До 2019 года входила в состав ныне упразднённого Усть-Кишертского сельского поселения Кишертского района.
В 2025 году село Усть-Кишерть, деревни Махали, Саламатово, Чирки как фактически слившиеся преобразованы в село Усть-Кишерть.

## Население
| 2000 | 2004 | 2008 | 2010 | 2012 | 2014 | 2015 |
| ---- | ---- | ---- | ---- | ---- | ---- | ---- |
| 18   | ↗22  | ↘14  | ↗15  | ↘10  | →10  | →10  |
| 2016 |      |      |      |      |      |      |
| ↗11  |      |      |      |      |      |      |

Половой состав
По данным Всероссийской переписи населения 2010 года в половой структуре населения мужчины составляли 46,7 %, женщины — соответственно 53,3 %.
Национальный состав
Согласно результатам переписи 2002 года, в национальной структуре населения русские составляли 100 % из 21 чел.

## Инфраструктура
Личное подсобное хозяйство с зоной сельскохозяйственного использования, индивидуальная застройка усадебного типа.

## Транспорт
В пешей доступности остановочный пункт Саламатово (1559 км).